# Grand Prix Brazílie 2007
Grand Prix Brazílie (XXXVI Grande Prêmio do Brasil) bude 17. a zároveň posledním závodem sezóny 2007, který se bude konat 21. října 2007 na okruhu Autódromo José Carlos Pace v São Paulu.
V tomto závodě se definitivně rozhodne o titulu mistra světa mezi Lewisem Hamiltonem (107 bodů), Fernandem Alonsem (103 body) a Kimi Räikkönenem (100 bodů).

## Výsledky
- 21. říjen 2007
- Okruh Interlagos
- 71 kol x 4.309 km = 305.909 km
- 785. Grand Prix
- 15. vítězství Kimi Räikkönena
- 201. vítězství pro Ferrari
- 40. vítězství pro Finsko
- 51. vítězství pro vůz se startovním číslem 6

| Pozice | Jezdec               | Vůz              | Čas         |
| ------ | -------------------- | ---------------- | ----------- |
| 1      | Kimi Räikkönen       | Ferrari F2007    | 1h28:15.270 |
| 2      | Felipe Massa         | Ferrari F2007    | á 0:01,493  |
| 3      | Fernando Alonso      | McLaren MP4/22   | á 0:57,019  |
| 4      | Nico Rosberg         | Williams FW29    | á 1:02,848  |
| 5      | Robert Kubica        | BMW Sauber F1.07 | á 1:10,957  |
| 6      | Nick Heidfeld        | BMW Sauber F1.07 | á 1:11,317  |
| 7      | Lewis Hamilton       | McLaren MP4/22   | á 1 kolo    |
| 8      | Jarno Trulli         | Toyota TF107     | á 1 kolo    |
| 9      | David Coulthard      | Red Bull RB3     | á 1 kolo    |
| 10     | Kazuki Nakadžima     | Williams FW29    | á 1 kolo    |
| 11     | Ralf Schumacher      | Toyota TF107     | á 1 kolo    |
| 12     | Takuma Sató          | Super Aguri SA07 | á 2 kola    |
| 13     | Vitantonio Liuzzi    | Toro Rosso STR2  | á 2 kola    |
| 14     | Anthony Davidson     | Super Aguri SA07 | á 3 kola    |
| Kolo   | Odstoupili           | -                | Příčina     |
| 43     | Adrian Sutil         | Spyker F8-VII    |             |
| 40     | Rubens Barrichello   | Honda RA107      | á 1:28,3    |
| 35     | Heikki Kovalainen    | Renault R27      | Nehoda      |
| 34     | Sebastian Vettel     | Toro Rosso STR2  |             |
| 20     | Jenson Button        | Honda RA107      |             |
| 14     | Mark Webber          | Red Bull RB3     |             |
| 2      | Giancarlo Fisichella | Renault R27      | Kolize      |
| 2      | Sakon Jamamoto       | Spyker F8-VII    | Kolize      |

### Nejrychlejší kolo
Kimi Räikkönen - Ferrari F2007- 1:12,445
- 25. nejrychlejší kolo Kimi Räikkönena
- 205. nejrychlejší kolo pro Ferrari
- 53. nejrychlejší kolo pro Finsko
- 77. nejrychlejší kolo pro vůz se startovním číslem 6

### Vedení v závodě
| Kola           | km         | Jezdec          | %   |
| 1. – 19. kolo  | 81,871 km  | Felipe Massa    | 27% |
| 20.- 21. kolo  | 8,618 km   | Kimi Räikkönen  | 3%  |
| 22. kolo       | 4,309 km   | Fernando Alonso | 1%  |
| 23. – 49. kolo | 116,343 km | Felipe Massa    | 38% |
| 50.- 71. kolo  | 94,798 km  | Kimi Räikkönen  | 31% |
| -------------- | ---------- | --------------- | --- |

| Massa | R |  | Massa | R |
| ----- | - |  | ----- | - |

### Postavení na startu
Felipe Massa - Ferrari F2007- 1:11.931
- 9. Pole position Felipe Massi
- 195. Pole position pro Ferrari
- 118. Pole position pro Brazílii
- 112. Pole position pro vůz se startovním číslem 5

- červeně - penalizace za výměnu motoru

| *  | *                                    | *  | *                                     | Kvalifikace III.                  | Kvalifikace II.                       | Kvalifikace I.                        |
| -- | ------------------------------------ | -- | ------------------------------------- | --------------------------------- | ------------------------------------- | ------------------------------------- |
| 1  | Felipe Massa Ferrari 1:11.931        |    |                                       | Felipe Massa Ferrari 1:11.931     | Kimi Räikkönen Ferrari 1:12.161       | Felipe Massa Ferrari 1:12.303         |
|    |                                      | 2  | Lewis Hamilton McLaren 1:12.082       | Lewis Hamilton McLaren 1:12.082   | Lewis Hamilton McLaren 1:12.296       | Fernando Alonso McLaren 1:12.895      |
| 3  | Kimi Räikkönen Ferrari 1:12.322      |    |                                       | Kimi Räikkönen Ferrari 1:12.322   | Felipe Massa Ferrari 1:12.374         | Kimi Räikkönen Ferrari 1:13.016       |
|    |                                      | 4  | Fernando Alonso McLaren 1:12.356      | Fernando Alonso McLaren 1:12.356  | Fernando Alonso McLaren 1:12.637      | Lewis Hamilton McLaren 1:13.033       |
| 5  | Mark Webber Red Bull 1:12.928        |    |                                       | Mark Webber Red Bull 1:12.928     | Robert Kubica BMW 1:12.641            | Mark Webber Red Bull 1:13.081         |
|    |                                      | 6  | Nick Heidfeld BMW 1:13.081            | Nick Heidfeld BMW 1:13.081        | Mark Webber Red Bull 1:12.683         | Robert Kubica BMW 1:13.085            |
| 7  | Robert Kubica BMW 1:13.129           |    |                                       | Robert Kubica BMW 1:13.129        | Nico Rosberg Williams 1:12.752        | David Coulthard Red Bull 1:13.264     |
|    |                                      | 8  | Jarno Trulli Toyota 1:13.195          | Jarno Trulli Toyota 1:13.195      | Jarno Trulli Toyota 1:12.832          | Jarno Trulli Toyota 1:13.470          |
| 9  | David Coulthard Red Bull 1:13.272    |    |                                       | David Coulthard Red Bull 1:13.272 | David Coulthard Red Bull 1:12.846     | Nick Heidfeld BMW 1:13.472            |
|    |                                      | 10 | Nico Rosberg Williams 1:13.477        | Nico Rosberg Williams 1:13.477    | Nick Heidfeld BMW 1:12.888            | Giancarlo Fisichella Renault 1:13.482 |
| 11 | Rubens Barrichello Honda 1:12.932    |    |                                       |                                   | Rubens Barrichello Honda 1:12.932     | Vitantonio Liuzzi Toro Rosso 1:13.607 |
|    |                                      | 12 | Giancarlo Fisichella Renault 1:12.968 |                                   | Giancarlo Fisichella Renault 1:12.968 | Rubens Barrichello Honda 1:13.661     |
| 13 | Sebastian Vettel Toro Rosso 1:13.058 |    |                                       |                                   | Sebastian Vettel Toro Rosso 1:13.058  | Nico Rosberg Williams 1:13.707        |
|    |                                      | 14 | Vitantonio Liuzzi Toro Rosso 1:13.251 |                                   | Vitantonio Liuzzi Toro Rosso 1:13.251 | Ralf Schumacher Toyota 1:13.767       |
| 15 | Ralf Schumacher Toyota 1:13.315      |    |                                       |                                   | Ralf Schumacher Toyota 1:13.315       | Sebastian Vettel Toro Rosso 1:13.853  |
|    |                                      | 16 | Jenson Button Honda 1:13.469          |                                   | Jenson Button Honda 1:13.469          | Jenson Button Honda 1:14.054          |
| 17 | Heikki Kovalainen Renault 1:148.078  |    |                                       |                                   |                                       | Heikki Kovalainen Renault 1:148.078   |
|    |                                      | 18 | Takuma Sató Super Aguri 1:14.098      |                                   |                                       | Takuma Sató Super Aguri 1:14.098      |
| 19 | Kazuki Nakadžima Williams 1:14.417   |    |                                       |                                   |                                       | Kazuki Nakadžima Williams 1:14.417    |
|    |                                      | 20 | Anthony Davidson Super Aguri 1:14.596 |                                   |                                       | Anthony Davidson Super Aguri 1:14.596 |
| 21 | Adrian Sutil Spyker 1:15.217         |    |                                       |                                   |                                       | Adrian Sutil Spyker 1:15.217          |
|    |                                      | 22 | Sakon Yamamoto Spyker 1:15.487        |                                   |                                       | Sakon Yamamoto Spyker 1:15.487        |

### Sobotní tréninky
| 1  | Felipe Massa Ferrari 1:11.810         | 2  | Lewis Hamilton McLaren 1:11.934       |
| 3  | Kimi Räikkönen Ferrari 1:11.942       | 4  | Mark Webber Red Bull 1:12.446         |
| 5  | Jarno Trulli Toyota 1:12.461          | 6  | Rubens Barrichello Honda 1:12.478     |
| 7  | Nick Heidfeld BMW 1:12.579            | 8  | Fernando Alonso McLaren 1:12.594      |
| 9  | Sebastian Vettel Toro Rosso 1:12.767  | 10 | Nico Rosberg Williams 1:12.823        |
| 11 | Vitantonio Liuzzi Toro Rosso 1:12.893 | 12 | Giancarlo Fisichella Renault 1:12.913 |
| 13 | Jenson Button Honda 1:13.015          | 14 | Ralf Schumacher Toyota 1:13.046       |
| 15 | Heikki Kovalainen Renault 1:13.090    | 16 | David Coulthard Red Bull 1:13.117     |
| 17 | Anthony Davidson Super Aguri 1:13.299 | 18 | Takuma Sató Super Aguri 1:13.331      |
| 19 | Kazuki Nakadžima Williams 1:13.474    | 20 | Robert Kubica BMW 1:13.525            |
| 21 | Adrian Sutil Spyker 1:13.684          | 22 | Sakon Jamamoto Spyker 1:13.872        |

### Páteční tréninky
| *  | I. Trénink                            | *  | II. Trénink                           |
| -- | ------------------------------------- | -- | ------------------------------------- |
| 1  | Kimi Räikkönen Ferrari 1:19.580       | 1  | Lewis Hamilton McLaren 1:12.767       |
| 2  | Felipe Massa Ferrari 1:20.062         | 2  | Fernando Alonso McLaren 1:12.889      |
| 3  | Heikki Kovalainen Renault 1:20.829    | 3  | Felipe Massa Ferrari 1:13.075         |
| 4  | Nico Rosberg Williams 1:21.064        | 4  | Kimi Räikkönen Ferrari 1:13.112       |
| 5  | Lewis Hamilton McLaren 1:21.121       | 5  | Giancarlo Fisichella Renault 1:13.579 |
| 6  | Ralf Schumacher Toyota 1:21.243       | 6  | Robert Kubica BMW 1:13.587            |
| 7  | Sebastian Vettel Toro Rosso 1:21.598  | 7  | Nico Rosberg Williams 1:13.655        |
| 8  | Mark Webber Red Bull 1:22.104         | 8  | Kazuki Nakadžima Williams 1:13.664    |
| 9  | Jarno Trulli Toyota 1:22.104          | 9  | David Coulthard Red Bull 1:13.706     |
| 10 | Vitantonio Liuzzi Toro Rosso 1:22.250 | 10 | Nick Heidfeld BMW 1:13.785            |
| 11 | Rubens Barrichello Honda 1:22.434     | 11 | Ralf Schumacher Toyota 1:13.829       |
| 12 | Jenson Button Honda 1:22.477          | 12 | Heikki Kovalainen Renault 1:13.879    |
| 13 | David Coulthard Red Bull 1:22.667     | 13 | Rubens Barrichello Honda 1:13.892     |
| 14 | Takuma Sató Super Aguri 1:22.929      | 14 | Jenson Button Honda 1:14.095          |
| 15 | Adrian Sutil Spyker 1:23.248          | 15 | Vitantonio Liuzzi Toro Rosso 1:14.152 |
| 16 | Kazuki Nakadžima Williams 1:23.261    | 16 | Jarno Trulli Toyota 1:14.179          |
| 17 | Anthony Davidson Super Aguri 1:23.551 | 17 | Sebastian Vettel Toro Rosso 1:14.409  |
| 18 | Sakon Jamamoto Spyker 1:24.366        | 18 | Takuma Sató Super Aguri 1:14.431      |
| 19 | Nick Heidfeld BMW - -- --             | 19 | Anthony Davidson Super Aguri 1:14.477 |
| 20 | Robert Kubica BMW - -- --             | 20 | Mark Webber Red Bull 1:14.543         |
| 21 | Fernando Alonso McLaren - -- --       | 21 | Adrian Sutil Spyker 1:15.095          |
| 22 | Giancarlo Fisichella Renault - -- --  | 22 | Sakon Jamamoto Spyker 1:15.715        |

### Zajímavosti
- 250. GP pro Rubense Barrichella

| Pole position | Vítězství      | Nej. kolo      |
| Brazílie      | Finsko         | Finsko         |
| Felipe Massa  | Kimi Räikkönen | Kimi Räikkönen |
| Ferrari F2007 | Ferrari F2007  | Ferrari F2007  |
| 1'11.931      | 1:28'15.270    | 1'12.445       |
| 215.657 km/h  | 207.973 km/h   | 214.127 km/h   |
| ------------- | -------------- | -------------- |

### Stav MS
- GP - body získané v této Grand Prix

| *  | Jezdec               | Body | GP | *  | Vůz         | Body | GP | *  | Stát           | Body | GP |
| -- | -------------------- | ---- | -- | -- | ----------- | ---- | -- | -- | -------------- | ---- | -- |
| 1  | Kimi Räikkönen       | 110  | 10 | 1  | Ferrari     | 204  | 18 | 1  | Finsko         | 140  | 10 |
| 2  | Lewis Hamilton       | 109  | 2  | 2  | BMW         | 101  | 7  | 2  | Velká Británie | 129  | 2  |
| 3  | Fernando Alonso      | 109  | 6  | 3  | Renault     | 51   | -  | 3  | Španělsko      | 109  | 6  |
| 4  | Felipe Massa         | 94   | 8  | 4  | Williams    | 33   | 5  | 4  | Brazílie       | 94   | 8  |
| 5  | Nick Heidfeld        | 61   | 3  | 5  | Red Bull    | 24   | -  | 5  | Německo        | 93   | 8  |
| 6  | Robert Kubica        | 39   | 4  | 6  | Toyota      | 13   | 1  | 6  | Polsko         | 39   | 4  |
| 7  | Heikki Kovalainen    | 30   | -  | 7  | Toro Rosso  | 8    | -  | 7  | Itálie         | 32   | 1  |
| 8  | Giancarlo Fisichella | 21   | -  | 8  | Honda       | 6    | -  | 8  | Rakousko       | 13   | -  |
| 9  | Nico Rosberg         | 20   | 5  | 9  | Super Aguri | 4    | -  | 9  | Austrálie      | 10   | -  |
| 10 | David Coulthard      | 14   | -  | 10 | Spyker      | 1    | -  | 10 | Japonsko       | 4    | -  |
| 11 | Alexander Wurz       | 13   | -  |    | McLaren     | 0    | -  |    |                |      |    |
| 12 | Mark Webber          | 10   | -  |    |             |      |    |    |                |      |    |
| 13 | Jarno Trulli         | 8    | 1  |    |             |      |    |    |                |      |    |
| 14 | Sebastian Vettel     | 6    | -  |    |             |      |    |    |                |      |    |
| 15 | Jenson Button        | 6    | -  |    |             |      |    |    |                |      |    |
| 16 | Ralf Schumacher      | 5    | -  |    |             |      |    |    |                |      |    |
| 17 | Takuma Sató          | 4    | -  |    |             |      |    |    |                |      |    |
| 18 | Vitantonio Liuzzi    | 3    | -  |    |             |      |    |    |                |      |    |
| 19 | Adrian Sutil         | 1    | -  |    |             |      |    |    |                |      |    |